# Małgorzata Austriaczka (1584–1611)
Małgorzata Habsburg, Małgorzata Austriacka lub Małgorzata Styryjska (ur. 25 grudnia 1584 w Grazu; zm. 3 października 1611 w Eskurial) – królowa Hiszpanii i Portugalii.
Była córką Karola Styryjskiego i Marii Anny Bawarskiej. Miała czternaścioro rodzeństwa, w tym: cesarza Ferdynanda II Habsburga i dwie królowe Polski Annę Habsburżankę i Konstancję Habsburżankę (obie były żonami króla Zygmunta III Wazy).
18 kwietnia 1599 roku wyszła za mąż za Filipa III Habsburga, młodego króla Hiszpanii i Portugalii, ślub odbył się w Valladolid. Pierwotnie planowano ożenić następcę tronu hiszpańskiego ze starszą siostrą Małgorzaty – Gregorią Maksymilianą, jednakże wobec niespodziewanej śmierci narzeczonej, umierający Filip II zgodził się na związek młodych, który bardzo podniósł prestiż dworu styryjskiego. Królowa była wielką opiekunką artystów, miała też duży wpływ na życie pałacowe tworząc przy królu stronnictwo proaustriackie. Król okazywał Małgorzacie wiele względów, zwłaszcza po narodzinach następcy tronu. Jednak wpływy królowej były ograniczane przez pierwszego ministra Hiszpanii, wszechwładnego księcia Lermę. Władczyni bezskutecznie chciała odsunąć go od wpływów, jednak jego upadek nastąpił dopiero kilka lat po jej śmierci. Małgorzata doczekała się z Filipem III ośmiorga dzieci, narodziny ostatniego przypłaciła życiem. Zmarła w wieku 26 lat. Jej mąż nie ożenił się ponownie, zmarł 10 lat później.
Potomstwo Małgorzaty i Filipa III:
- Anna (1601–1666), zwana jak matka Austriaczką, od 1615 roku królowa Francji jako żona Ludwika XIII;
- Maria (ur. i zm. 1603);
- Filip (1605–1665), od 1621 roku król Hiszpanii i Portugalii jako Filip IV Habsburg;
- Maria Anna (1606–1646), od 1631 roku cesarzowa niemiecka, królowa Węgier i Czech, jako żona swego kuzyna, Ferdynanda III;
- Karol (1607–1632), zmarł bezdzietnie;
- Ferdynand (1609–1641), zwany kardynałem-infantem;
- Małgorzata Franciszka (1610–1617);

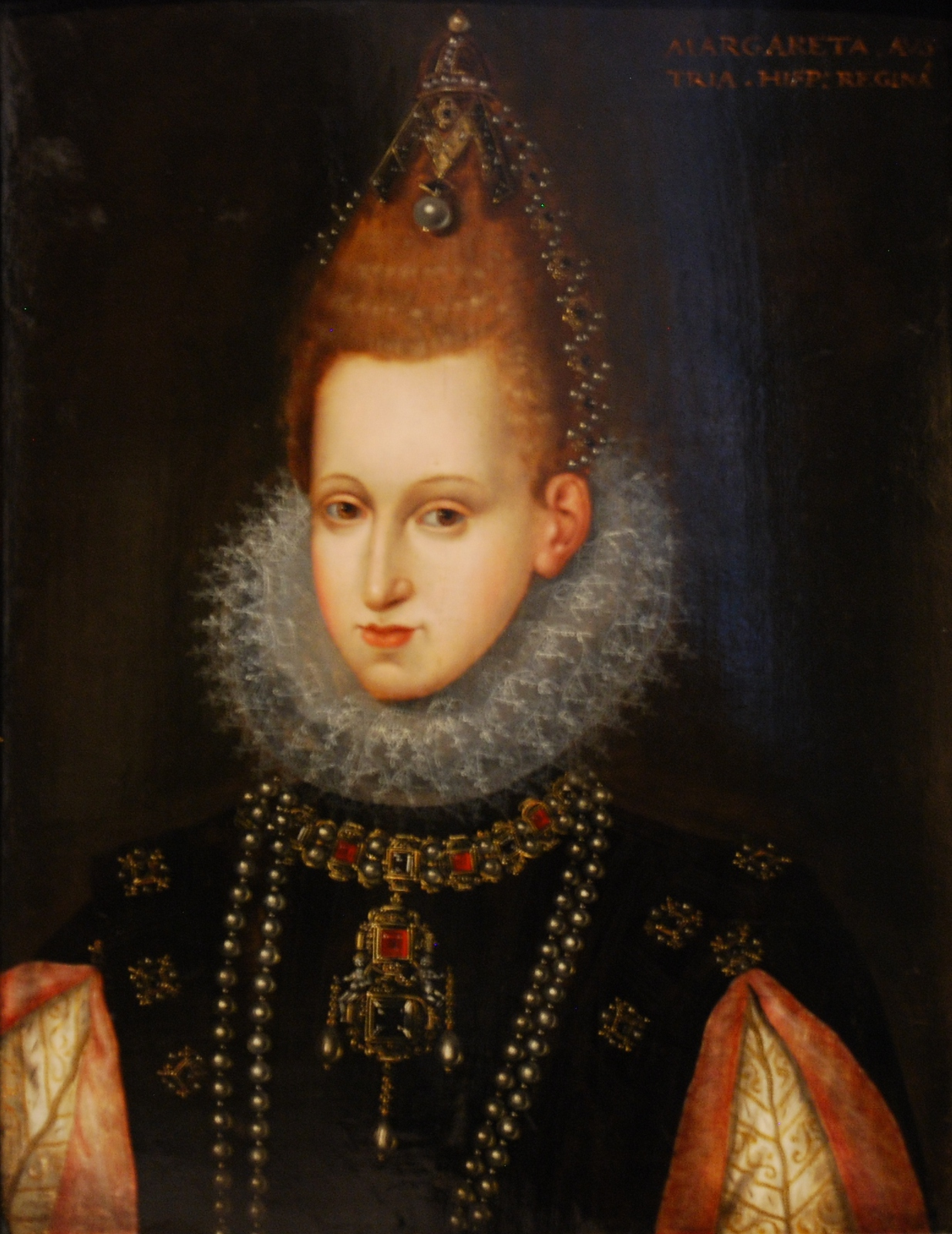
Małgorzata w wieku 15 lat, w czasie gdy została królową Hiszpanii

- Alfons Maurycy (1611–1612).